# تجمع بدو ضمعز (حديبو)

تعديل مصدري - تعديل

تجمع بدو ضمعز إحدى قرى مديرية حديبو التابعة لمحافظة سقطرى، بلغ تعداد سكانها 24 نسمة حسب تعداد اليمن لعام 2004.